# Eleições intercalares em York South–Weston (2007)
As eleições intercalares de 2007 tiveram lugar no dia 8 de Fevereiro de 2007 e resultaram da resignação do membro do Parlamento Provincial do Ontário, Joe Cordiano do "Partido Liberal" (MPP), e destinaram-se a encontrar um deputado para aquele assento na Assembleia Legislativa do Ontário. York South–Weston é um distrito eleitoral do Estado do Ontário (Canadá).
Joe Cordiano resignou com a alegação de que precisava de passar mais tempo com a sua família.
O Partido Liberal perdeu o mandato, o qual reverteu para a bancada do Partido Novo Democrata.
| Partido                          | Candidato           | Votos | Percentagem | Variação (em %) |
| Partido Novo Democrata           | Paul Ferreira       | 8.188 | 43,3        | + 24,0          |
| Partido Liberal                  | Laura Albanese      | 7.830 | 41,4        | - 20,2          |
| Partido Conservador Progressista | Pina Martino        | 1.941 | 10,3        | - 4,9           |
| Verdes                           | Mir Kamal           | 262   | 1,4         | - 1,1           |
| Independente                     | Kevin Clarke        | 220   | 1.2         |                 |
| Independente                     | Mohammed Choudhary  | 142   | 0.8         |                 |
| Coligação Família                | Mariangela Sanabria | 139   | 0.7         | - 0,8           |
| Partido Libertário               | Nunzio Venuto       | 98    | 0.5         |                 |
| Partido Liberdade                | Wayne Simmons       | 77    | 0.4         |                 |